# От упор
„От упор“ е авторско предаване на журналиста Димитър Байрактаров, излъчвано по телевизия СКАТ с водещ Димитър Байрактаров. Представлява публицистично предаване, което засяга основни проблеми, касаещи цялото общество. В предаването се канят за събеседници всякакъв тип хора, от политици до най-обикновени трудови хора.
Предаването стартира на 19 юли 2009 г. и се излъчва на живо всяка неделя от 20:00 часа. Последното предаване е на 5 февруари 2017 г.